# 平松茂雄
平松 茂雄（ひらまつ しげお、1936年（昭和11年）2月9日 - 2023年（令和5年）7月5日）は、日本の政治学者、評論家。国家基本問題研究所評議員。

## 略歴
静岡県生まれ。慶應義塾大学文学部卒業後、1966年（昭和41年）同大学大学院法学研究科博士課程単位取得満期退学（1986年（昭和61年）に法学博士）。1967年（昭和42年）防衛庁防衛研究所入所、1980年（昭和55年）第1研究部第3研究室長を経て、1987年（昭和62年）から2005年（平成17年）まで杏林大学社会科学部（のちに総合政策学部）で教鞭をとった。
長年、中華人民共和国の軍事面での台頭について警告を発している。東西冷戦終結間際の時期（1988年（昭和63年）頃）に、中国が冷戦崩壊後の世界で軍事的に台頭することを予想していたのは自身のほかにはほとんどいなかったと述べている。
2023年7月5日、老衰のため死去。87歳没。

## 著書

### 単著
- 大和啓一郎『北京の罠に日本が自滅する日』ごま書房〈ゴマブックス 世界の読み方 4 中国編〉、1980年6月。ISBN 4-341-02015-3。- 大和啓一郎 名義。
- 『中国の国防と現代化』勁草書房、1984年11月。ISBN 4-326-30029-9。
  - 『中国の国防と現代化　オンデマンド版』 勁草書房、2014年3月
- 『中国の国防とソ連・米国』勁草書房、1985年10月。ISBN 4-326-35061-X。
- 『中国核大国への道』勁草書房、1986年10月。ISBN 4-326-30047-7。
- 『中国人民解放軍』岩波書店〈岩波新書 黄版〉、1987年11月。ISBN 4-00-420394-5。
- 『中国と朝鮮戦争』勁草書房、1988年10月。ISBN 4-326-35081-4。
  - 『中国と朝鮮戦争　オンデマンド版』勁草書房、2006年8月。ISBN 978-4-326-98048-2。
- 『鄧小平の軍事改革』勁草書房、1989年10月。ISBN 4-326-35084-9。
- 『甦る中国海軍』勁草書房、1991年11月。ISBN 4-326-30072-8。
- 『中国の海洋戦略』勁草書房、1993年6月。ISBN 4-326-35091-1。
  - 『中国の海洋戦略　オンデマンド版』勁草書房、2006年8月。ISBN 978-4-326-98049-9。
- 『軍事大国化する中国の脅威』時事通信社、1995年7月。ISBN 4-7887-9518-3。
- 『中国の核戦力』勁草書房、1996年10月。ISBN 4-326-35109-8。
  - 『中国の核戦力　オンデマンド版』 勁草書房、2013年6月
- 『続 中国の海洋戦略』勁草書房、1997年4月。ISBN 4-326-35111-X。
  - 『続 中国の海洋戦略　オンデマンド版』勁草書房、2006年8月。ISBN 978-4-326-98050-5。
- 『中国の軍事力』文藝春秋〈文春新書〉、1999年1月。ISBN 4-16-660025-7。
- 『江沢民と中国軍』勁草書房、1999年2月。ISBN 4-326-35116-0。
- 『中国軍現代化と国防経済』勁草書房、2000年10月。ISBN 4-326-35122-5。
  - 『中国軍現代化と国防経済　オンデマンド版』 勁草書房、2016年6月
- 『中国の戦略的海洋進出』勁草書房、2002年1月。ISBN 4-326-35126-8。
  - 『中国の戦略的海洋進出　オンデマンド版』 勁草書房、2015年1月
- 『現代中国の軍事指導者』勁草書房、2002年12月。ISBN 4-326-35129-2。
  - 『現代中国の軍事指導者　オンデマンド版』、勁草書房、2018年8月
- 『江沢民時代の軍事改革』勁草書房、2004年1月。ISBN 4-326-35133-0。
  - 『江沢民時代の軍事改革　オンデマンド版』、勁草書房、2019年8月
- 『台湾問題　中国と米国の軍事的確執』勁草書房、2005年1月。ISBN 4-326-35135-7。
  - 『台湾問題　中国と米国の軍事的確執　オンデマンド版』 勁草書房、2015年6月
- 『中国の安全保障戦略』勁草書房、2005年12月。ISBN 4-326-35136-5。
  - 『中国の安全保障戦略　オンデマンド版』、勁草書房、2021年9月
- 『中国は日本を併合する』講談社インターナショナル、2006年3月。ISBN 4-7700-4031-8。
- 『中国、核ミサイルの標的』角川書店〈角川oneテーマ21 新書〉、2006年3月。ISBN 4-04-710031-5。
- 『中国は日本を奪い尽くす』PHP研究所、2007年3月。ISBN 978-4-569-69000-1。
- 『「中国の戦争」に日本は絶対巻き込まれる』徳間書店、2008年6月。ISBN 978-4-19-862545-0。
- 『日本は中国の属国になる』海竜社、2009年12月。ISBN 978-4-7593-1102-0。
- 『中国はいかに国境を書き換えてきたか　地図が語る領土拡張の真実』草思社、2011年4月。ISBN 978-4-7942-1822-3。
  - 『中国はいかに国境を書き換えてきたか　地図が語る領土拡張の真実』 草思社文庫、2018年2月
- 『実践・私の中国分析 〈毛沢東〉と〈核〉で読み解く国家戦略』幸福の科学出版、2012年12月。ISBN 978-4-86395-274-4。
- 『毛沢東と鄧小平の「百カ年計画」 中国人民解放軍の核・海洋・宇宙戦略を読む』オークラ出版〈オークラNEXT新書〉、2013年3月。ISBN 978-4-7755-2032-1。

### 論考
- 徳田教之 編「軍事戦略の決定」『中国社会主義の戦略形成　1953-58』アジア経済研究所、1976年。
- 慶應義塾大学法学部 編「中ソ関係の展望――中国側からの分析」『慶應義塾創立一二五年記念論文集　慶應法学会・政治学関係』慶應義塾大学法学部、1983年10月。
- 「台頭する中国と東アジアの安全保障」『東アジアの乱気流　安定への道を探る』吉田信行・野副伸一・竹下秀邦・小林熙直、亜細亜大学アジア研究所〈アジア研究所叢書 11〉、1997年3月。ISBN 4-900521-11-6。
- 今井隆吉、山内康英 編「中国の核兵器開発と米中核管理交渉」『冷戦後の東アジアと軍備管理　日米共同研究プロジェクト最終報告書』国際文化会館、1999年7月。
- 愛知大学国際問題研究所 編「中国・台湾関係と中国の対台湾軍事戦略」『21世紀における北東アジアの国際関係』東方書店、2006年3月。ISBN 4-497-20603-3。
- 「中国の国家戦略と日本」『岐路に立つ日本の安全　安全保障・危機管理政策の実際と展望』森本敏監修、北星堂書店、2008年1月。

### 共著
- 西尾幹二対談「領海侵犯は偶然ではない」『Voice』2005年2月号、PHP研究所、2005年2月、118-127頁。
- 西尾幹二対談「東シナ海進出は止まらない」『Voice』2006年6月号、PHP研究所、2006年6月、130-139頁。
- 中西輝政 編『「日本核武装」の論点　国家存立の危機を生き抜く道』PHP研究所、2006年9月。ISBN 4-569-65447-9。
- 「北朝鮮と中国の「核兵器」をどう迎撃するか」『私は金正日との闘いを止めない　米中の宥和政策にも負けない』櫻井よしこ・西岡力と座談、文藝春秋、2008年3月。ISBN 978-4-16-370080-9。櫻井よしこ編
- 古澤忠彦『これではダメだ！日本の海洋戦略　中国の海洋覇権と戦略なき日本』日本政策研究センター、2008年4月。ISBN 978-4-902373-22-6。
- 『中国はなぜ尖閣を取りに来るのか』自由社、2010年12月。論考・座談を収録
- 田母神俊雄『中国「日本侵略」の野望をこう打ち砕け！』ワック〈Wac bunko〉、2011年3月。ISBN 978-4-89831-640-5。新書判
- 「元気出せ！ニッポン」制作部 編著 編「新時代の国防論」『元気出せ！ニッポン』乾龍介案内役、幸福の科学出版、2011年5月。ISBN 978-4-86395-119-8。

### 共編著
- 今井隆吉、田久保忠衛 共 編『ポスト冷戦と核』勁草書房、1995年3月。ISBN 4-326-35105-5。
- 新井弘一、田久保忠衛 共 編『戦略的日本外交のすすめ』時事通信社、1998年2月。ISBN 4-7887-9804-2。
- 太田正利、田久保忠衛 共 編『日本外交の再点検　検証「吉田ドクトリン」』時事通信社、2000年5月。ISBN 4-7887-0054-9。
- 斎藤元秀、田久保忠衛 共 編『テロの時代と新世界秩序』時事通信社、2002年10月。ISBN 4-7887-0266-5。

### 監修
- 平松茂雄原作・監修、丹州一心 画『日本核武装入門　中国の「核」が日本を消滅させる日』飛鳥新社〈マンガ入門シリーズ〉、2010年2月。ISBN 978-4-87031-986-8。

### 訳書
- スチュアート・シュラム『毛沢東』石川忠雄共訳、紀伊国屋書店〈二十世紀の大政治家 6〉、1967年。
- 『現代人の思想 17』平凡社、1968年。 - S.シュラム「プロレタリア文化大革命」石川忠雄共訳を収録。